# Politikåret 2013

## Händelser
- 1 januari – Republiken Irland övertar ordförandeskapet i Europeiska unionens råd.
- 21 januari - Nyamko Sabuni avgår som jämställdhetsminister och biträdande utbildningsminister i Sverige, och ersätts av Maria Arnholm.[1]
- 23 januari - Storbritanniens premiärminister David Cameron uttalar sig om att Storbritannien kan komma att folkomrösta i frågan om man skall lämna EU eller inte.[2]
- 11–23 november – Förenta nationernas klimatkonferens 2013 i Warszawa.

## Val och folkomröstningar
- 9 september - Stortingsval i Norge
- 22 september - Val till förbundsdagen i Tyskland[3]

## Avlidna
- 4 januari - Zoran Žižić, premiärminister i Serbien 2000-2001.[4]
- 8 april – Margaret Thatcher, 87, brittisk konservativ politiker, parlamentsledamot 1959–1992, partiledare för de konservativa 1975–1990, Storbritanniens utbildningsminister 1970–1974 och premiärminister 1979–1990